# Milan Kučera (Kanute)
Milan Kučera (* 1963) ist ein ehemaliger slowakischer Kanute.

## Erfolge
Kučera, der für den Verein PIS-Pisek startete, gewann im Zweier-Canadier sieben Medaillen bei Weltmeisterschaften. 1983 in Meran und 1985 in Augsburg wurde er jeweils in der Mannschaftswertung Weltmeister. Bei den Weltmeisterschaften 1987 in Bourg-Saint-Maurice sicherte er sich zusammen mit seinem Partner Miroslav Hajdučík die Bronzemedaille hinter den Franzosen Pierre und Jacques Calori und den US-Amerikanern Lecky Haller und James McEwan. Darüber hinaus belegte er in der Mannschaftswertung den zweiten Platz. Weitere Silbermedaillen mit der Mannschaft folgten 1989 auf dem Savage River in Maryland sowie 1991 in Tacen. In Mezzana wurde er 1993, nunmehr mit der slowakischen Mannschaft, nochmals Dritter.